# 資訊需求
資訊需求指支援商業活動所需的資訊。需求通常將項目及細節一一列舉的列表方式加以定義，如訂單、採購等的資料明細，這些資訊使用的頻率及時點亦為需求的一部分。

## 資料的定義
資料（Data） 被定義為單純的文字或字詞，例如是「好」。「好」這個字除了本身的意義之外並沒有任何意思。

## 資訊的定義
廣義上當由兩種或兩種以上的資料連結在一起時形成有其他意思的資訊（Information）及為資訊。
意即資料經過整理或分析將資料變的有其他意義即為資訊。(黃慕萱)
狹義上，信息就是符號的排列的順序。但作為一個概念，信息有着多種多樣的含義。一般來說，與信息這一概念密切相關的概念包括約束（constraint）、溝通（communication）、控制、數據、形式、指令、知識、含義、精神刺激、模式、感知以及表達。信息是人們在適應外部世界並使這種適應反作用於外部世界過程中，同外部世界進行互相交換的內容和名稱。

## 需求的定義
需求即內心渴望的狀態，但是對於現況感到不滿足，所產生出來想要改變的一種心理落差狀態，另外此一感覺會改變一個人的行動或者想法。